# Retsinformation
Retsinformation, i daglig tale som regel bare Retsinfo, er statens juridiske online informationssystem, som har eksisteret siden 1996.

## Indhold
På Retsinformation er der adgang til alle gældende love, bekendtgørelser, cirkulærer "og vejledninger og Folketingets forhandlinger og principielle administrative afgørelser." Der er endvidere adgang til Folketingets dokumenter og til Folketingets Ombudsmands beretningssager samt afgørelser fra visse andre organer, for eksempel Pressenævnet.
Der sker ikke nogen udvælgelse af dokumenterne, da formålet med Retsinformation er at sikre, at der findes et system, hvor borgere og andre kan få adgang til alle normerende retsforskrifter.
Systemet administreres af Civilstyrelsen, men det er de enkelte ministerier og Folketinget selv, der lægger love og andre dokumenter ind på Retsinformation. Retsinformation opdateres mindst en gang i døgnet.

## Brug
Retsinformation findes på hjemmesiden www.retsinformation.dk. Der er mulighed for både at søge i systemet og for at finde den relevante lov på lister over gældende love.
Love og bekendtgørelser på Retsinformation gengives uredigerede. Eventuelle senere lovændringer er ikke altid skrevet ind i lovteksten, men skal findes gennem en henvisning til senere ændringslove.

## Ikke nævnt
Ikke alle retskilder er nævnt på retsinformation.dk. For intet tyder på, at retsgrundsætninger og retssædvaner er nævnt på www.retsinformation.dk. Dog findes ordene retsgrundsætning og retssædvane i FOU nr 2016.33.
På retsinformation.dk søger man forgæves efter en præcis definition af selv den kendte culparegel. Culpareglen udgør en retsgrundsætning, der blot er omtalt i en vejledning.